# جيمس دونالد
جيمس دونالد (بالإنجليزية: James Donald)‏ هو سياسي نيوزلندي، ولد في 1889 بأوكلاند في نيوزيلندا، وتوفي في 4 ديسمبر 1971. حزبياً، نشط في New Zealand Democrat Party (1934) ‏. وقد انتخب عضو مجلس النواب نيوزيلندا.